# Ploggensee
Der Ploggensee ist ein langgestreckter See unmittelbar im Norden der Ortslage von Grevesmühlen im Landkreis Nordwestmecklenburg.
Der 15 Hektar große Ploggensee besitzt maximale Ausdehnungen von 1100 Meter in Ost-West-Richtung und 160 Meter in Nord-Süd-Richtung. Es existieren keine nennenswerten Zu- und Abflüsse. Der See ist vollständig fußläufig umrundbar. Am südwestlichen Ufer befinden sich eine Badeanstalt und ein gastronomisches Angebot. Im Gewässer gibt es größere Vorkommen an Karpfen. Angelplätze finden sich zahlreich verteilt um den ganzen See mit Ausnahme des westlichen und des östlichen Ufers, wo sich das Glockenmoor anschließt.